# Passeata de 16 de maio
A Passeata de 16 de maio foi um ato político ocorrido em 16 de maio de 2001, em Salvador, Bahia, contra o então senador Antônio Carlos Magalhães (ACM). A passeata contou com mais de oito mil pessoas, entre sindicalistas e principalmente estudantes, a maioria secundarista. O movimento foi brutalmente reprimido pela Polícia Militar da Bahia (PMBA) no câmpus do bairro do Canela da Universidade Federal da Bahia (UFBA).
Três mil manifestantes foram às ruas em apoio à cassação dos mandatos de senador de ACM, Jader Barbalho e José Roberto Arruda e foram reprimidos por 200 policiais do Batalhão de Choque da PMBA, resultando em 25 pessoas feridas. A TV Bahia, de propriedade da família de ACM, não registrou imagens da manifestação, tampouco a noticiou, embora a rede à qual é filiada (Globo) tenha advertido-a e veiculado a notícia em seu principal telejornal (Jornal Nacional) com imagens do Sindicato dos Bancários da Bahia.